# 6e cérémonie des Houston Film Critics Society Awards
La 6e cérémonie des Houston Film Critics Society Awards (HFCS Awards), décernés par la Houston Film Critics Society, a eu lieu le 5 janvier 2013, et a récompensé les films réalisés en 2012,,.

## Palmarès

### Meilleur film
- Argo
  - Les Bêtes du sud sauvage (Beasts of the Southern Wild)
  - Cloud Atlas
  - Django Unchained
  - Happiness Therapy (Silver Linings Playbook)
  - Lincoln
  - Les Misérables
  - The Master
  - Zero Dark Thirty

### Meilleur réalisateur
- Ben Affleck pour Argo
  - Kathryn Bigelow pour Zero Dark Thirty
  - Tom Hooper pour Les Misérables
  - Steven Spielberg pour Lincoln
  - Quentin Tarantino pour Django Unchained

### Meilleur acteur
- Daniel Day-Lewis pour le rôle d'Abraham Lincoln dans Lincoln
  - John Hawkes pour le rôle de Mark O'Brien dans The Sessions
  - Hugh Jackman pour le rôle de Jean Valjean dans Les Misérables
  - Joaquin Phoenix pour le rôle de Freddie Quell dans The Master
  - Denzel Washington pour le rôle de Whip Whitaker dans Flight

### Meilleure actrice
- Jennifer Lawrence pour le rôle de Tiffany dans Happiness Therapy (Silver Linings Playbook)
  - Jessica Chastain pour le rôle de Maya dans Zero Dark Thirty
  - Emmanuelle Riva pour le rôle d'Anne dans Amour
  - Quvenzhané Wallis pour le rôle de Hushpuppy dans Les Bêtes du sud sauvage (Beasts of the Southern Wild)
  - Naomi Watts pour le rôle de Maria dans The Impossible (Lo imposible)

### Meilleur acteur dans un second rôle
- Tommy Lee Jones pour le rôle de Thaddeus Stevens dans Lincoln
  - Alan Arkin pour le rôle de Lester Siegel dans Argo
  - Javier Bardem pour le rôle de Raoul Silva dans Skyfall
  - Philip Seymour Hoffman pour le rôle de Lancaster Dodd dans The Master
  - Matthew McConaughey pour le rôle de Dallas dans Magic Mike

### Meilleure actrice dans un second rôle
- Anne Hathaway pour le rôle de Fantine dans Les Misérables
  - Amy Adams pour le rôle de Mary Sue Dodd dans The Master
  - Judi Dench pour le rôle d'Evelyn Greenslade dans Indian Palace (The Best Exotic Marigold Hotel)
  - Sally Field pour le rôle de Mary Todd Lincoln dans Lincoln
  - Helen Hunt pour le rôle de Cheryl dans The Sessions

### Meilleur scénario
- Lincoln – Tony Kushner
  - Argo – Chris Terrio
  - Looper - Rian Johnson
  - Happiness Therapy (Silver Linings Playbook) – David O. Russell
  - Zero Dark Thirty – Mark Boal

### Meilleure photographie
- Skyfall – Roger Deakins
  - Lincoln – Janusz Kaminski
  - Les Misérables – Danny Cohen
  - L'Odyssée de Pi (Life Of Pi) – Claudio Miranda
  - The Master - Mihai Malaimare Jr.

### Meilleure chanson originale
- "Skyfall" interprétée par Adele – Skyfall
  - “Lean Me Right” - Rebelle (Brave)
  - “Song of the Lonely Mountain” - Le Hobbit : Un voyage inattendu (The Hobbit: An Unexpected Journey)
  - "Suddenly" interprétée par Hugh Jackman – Les Misérables
  - “Touch the Sky” - Rebelle (Brave)

### Meilleure musique de film
- Cloud Atlas – Tom Tykwer, Johnny Klimek et Reinhold Heil
  - Les Bêtes du sud sauvage (Beasts of the Southern Wild) - Dan Romer et Benh Zeitlin
  - Hitchcock - Danny Elfman
  - Lincoln – John Williams
  - L'Odyssée de Pi (Life Of Pi) – Mychael Danna
  - The Master - Jonny Greenwood
  - Skyfall - Thomas Newman

### Meilleur film en langue étrangère
- Holy Motors  France
  - Amour  France  Autriche
  - De rouille et d'os  France
  - Intouchables  France
  - Royal Affair (En kongelig affære)  Danemark

### Meilleur film d'animation
- Les Mondes de Ralph (Wreck-it Ralph)
  - L'Étrange Pouvoir de Norman (ParaNorman)
  - Frankenweenie
  - Les Cinq Légendes (Rise Of The Guardians)
  - Rebelle (Brave)

### Meilleur film documentaire
- The Imposter
  - Bully
  - The Central Park Five
  - The House I Live In
  - The Queen of Versailles
  - Sugar Man (Searching for Sugar Man)

### Pire film
- That's My Boy
  - Anna Karénine (Anna Karenina)
  - Battleship
  - Prometheus
  - Les Trois Corniauds (The Three Stooges)

### Meilleur film indépendant du Texas
- Bernie

### Meilleure réussite technique
- Le Hobbit : Un voyage inattendu (The Hobbit: An Unexpected Journey)

### Meilleure contribution au cinéma
- Jeff Millar

### Humanitarian Award
- Adam Yauch

### Lifetime Achievement Award
- Robert Duvall